# Helianthemum creticola
Helianthemum creticola är en solvändeväxtart som beskrevs av M.V. Klokov och D.N. Dobroczajeva. Helianthemum creticola ingår i släktet solvändor, och familjen solvändeväxter. Inga underarter finns listade i Catalogue of Life.